# Vuelta a España 1984
39. ročník cyklistického závodu Vuelta a España se konal mezi 17. dubnem a 6. květnem 1984. Vítězem se stal Francouz Éric Caritoux z týmu Skil–Sem, pro nějž to bylo první a zároveň poslední vítězství na akcích Grand Tour.

## Týmy
Na Vueltu a España 1984 bylo pozváno celkem 13 týmů, z nichž 6 nebylo španělských. Každý tým poslal na Vueltu 10 jezdců, celkem tedy startovalo 130 jezdců. Do cíle v Madridu dojelo 97 jezdců.
Týmy, které se zúčastnily závodu, byly:
- Alfa Lum
- Hueso
- Del Tongo
- Dormilón
- Gis Gelati
- Kelme
- Orbea
- Reynolds
- Safir
- Skil–Sem
- Teka
- Tonissteiner
- Zor

## Trasa a etapy
Trasa dlouhá 3489 km zahrnovala 3 individuální časovky a 13 etap se stoupáními, na nichž bylo možné získat body do vrchařské soutěže. Dvě z těchto 13 etap měly vrcholový dojezd: 7. etapa do Rassos de Peguera a 12. etapa do Lagos de Enol. Další etapa s vrcholovým finišem byla 14. etapa, což byla horská časovka na Monte Narasco. Organizátoři se rozhodni nezahrnout dny volna. Ve srovnání s minulým ročníkem byla trasa o 91 km delší a zahrnovala stejné množství etap, časovek a dní volna.
| Etapa | Datum         | Trasa                                     | Vzdálenost          | Typ                 | Typ                  | Vítěz                     |                     |
| ----- | ------------- | ----------------------------------------- | ------------------- | ------------------- | -------------------- | ------------------------- | ------------------- |
| P     | 17. dubna     | Jerez de la Frontera                      | 6,6 km (4 mi)       |                     | Individuální časovka | Francesco Moser (ITA)     |                     |
| 1     | 18. dubna     | Jerez de la Frontera - Málaga             | 272 km (169 mi)     |                     | Horská etapa         | Noël Dejonckheere (BEL)   |                     |
| 2     | 19. dubna     | Málaga - Almería                          | 202 km (126 mi)     |                     | Rovinatá etapa       | Guido Van Calster (BEL)   |                     |
| 3     | 20. dubna     | Mojácar - Elche                           | 204 km (127 mi)     |                     | Rovinatá etapa       | Jozef Lieckens (BEL)      |                     |
| 4     | 21. dubna     | Elche - Valencia                          | 197 km (122 mi)     |                     | Horská etapa         | Noël Dejonckheere (BEL)   |                     |
| 5     | 22. dubna     | Valencia - Salou                          | 245 km (152 mi)     |                     | Rovinatá etapa       | Jozef Lieckens (BEL)      |                     |
| 6     | 23. dubna     | Salou - Sant Quirze del Vallès            | 113 km (70 mi)      |                     | Horská etapa         | Michel Pollentier (BEL)   |                     |
| 7     | 24. dubna     | Sant Quirze del Vallès - Rasos de Peguera | 184 km (114 mi)     |                     | Horská etapa         | Éric Caritoux (FRA)       |                     |
| 8     | 25. dubna     | Cardona - Zaragoza                        | 269 km (167 mi)     |                     | Horská etapa         | Roger De Vlaeminck (BEL)  |                     |
| 9     | 26. dubna     | Zaragoza - Soria                          | 159 km (99 mi)      |                     | Horská etapa         | Orlando Maini (ITA)       |                     |
| 10    | 27. dubna     | Soria - Burgos                            | 148 km (92 mi)      |                     | Rovinatá etapa       | Palmiro Masciarelli (ITA) |                     |
| 11    | 28. dubna     | Burgos - Santander                        | 182 km (113 mi)     |                     | Horská etapa         | Francesco Moser (ITA)     |                     |
| 12    | 29. dubna     | Santander - Lagos de Covadonga            | 199 km (124 mi)     |                     | Horská etapa         | Raimund Dietzen (FRG)     |                     |
| 13    | 30. dubna     | Cangas de Onís - Oviedo                   | 170 km (106 mi)     |                     | Horská etapa         | Guido Van Calster (BEL)   |                     |
| 14    | 1. května     | Lugones - Monte Naranco                   | 12 km (7 mi)        |                     | Individuální časovka | Julián Gorospe (ESP)      |                     |
| 15    | 2. května     | Oviedo - León                             | 121 km (75 mi)      |                     | Horská etapa         | Antonio Coll (ESP)        |                     |
| 16    | 3. května     | León - Valladolid                         | 138 km (86 mi)      |                     | Rovinatá etapa       | Daniël Rossel (BEL)       |                     |
| 17    | 4. května     | Valladolid - Segovia                      | 258 km (160 mi)     |                     | Horská etapa         | José Recio (ESP)          |                     |
| 18a   | 5. května     | Segovia - Torrejón de Ardoz               | 145 km (90 mi)      |                     | Horská etapa         | Jesus Suárez Cuevas (ESP) |                     |
| 18b   | 5. května     | Torrejón de Ardoz                         | 33 km (21 mi)       |                     | Individuální časovka | Julián Gorospe (ESP)      |                     |
| 19    | 6. května     | Torrejón de Ardoz - Madrid                | 139 km (86 mi)      |                     | Rovinatá etapa       | Noël Dejonckheere (BEL)   |                     |
|       | Celková délka | Celková délka                             | 3 593 km (2 233 mi) | 3 593 km (2 233 mi) | 3 593 km (2 233 mi)  | 3 593 km (2 233 mi)       | 3 593 km (2 233 mi) |

## Průběžné pořadí
Jezdci nosili v průběhu Vuelty a España 3 různé dresy. Nositel dresu pro celkové pořadí byl počítán pomocí času dojezdu v etapě a první 3 jezdci v cíli etap s hromadným startem dostali časové bonusy. Lídr celkového pořadí nosil zlatý dres. Tato soutěž je nejdůležitější v celém závodu a její vítěz je považován za vítěze Vuelty.
Body do bodovací soutěže byly udělovány cyklistům za dokončení etapy mezi prvními 15 jezdci. Body bylo také možné získat na sprinterských prémiích. Lídr této soutěže s nejvíce body nosil světle modrý dres.
Třetí klasifikace se svým dresem byla vrchařská soutěž. V této soutěži byly body udělovány za dosažení vrcholu před ostatními cyklisty. Každé hodnocené stoupání bylo klasifikováno jako první, druhá, nebo třetí kategorie s více dostupnými body na vrcholech vyšší kategorie. Lídr této soutěže nosil zelený dres.
Na Vueltě a España 1984 existovala také soutěž týmů, ačkoliv v ní nebyl udělován žádný trikot. Do soutěže se počítaly časy tří nejlepších jezdců po dojezdech etap. Klasifikaci vedl tým s nejnižším časem.
| Etapa          | Vítěz               | Celkové pořadí  | Bodovací soutěž   | Vrchařská soutěž | Soutěž týmů |
| -------------- | ------------------- | --------------- | ----------------- | ---------------- | ----------- |
| P              | Francesco Moser     | Francesco Moser | Francesco Moser   | neuděleno        | Reynolds    |
| 1              | Noël Dejonckheere   | Francesco Moser | Noël Dejonckheere | Angel Camarillo  | Reynolds    |
| 2              | Guido Van Calster   | Francesco Moser | Guido Van Calster | Angel Camarillo  | Reynolds    |
| 3              | Jozef Lieckens      | Francesco Moser | Guido Van Calster | Angel Camarillo  | Reynolds    |
| 4              | Noël Dejonckheere   | Francesco Moser | Noël Dejonckheere | Felipe Yáñez     | Reynolds    |
| 5              | Jozef Lieckens      | Francesco Moser | Noël Dejonckheere | Felipe Yáñez     | Teka        |
| 6              | Michel Pollentier   | Francesco Moser | Noël Dejonckheere | Felipe Yáñez     | Teka        |
| 7              | Éric Caritoux       | Pedro Delgado   | Noël Dejonckheere | Felipe Yáñez     | Teka        |
| 8              | Roger De Vlaeminck  | Pedro Delgado   | Noël Dejonckheere | Felipe Yáñez     | Teka        |
| 9              | Orlando Maini       | Pedro Delgado   | Noël Dejonckheere | Felipe Yáñez     | Teka        |
| 10             | Palmiro Masciarelli | Pedro Delgado   | Noël Dejonckheere | Felipe Yáñez     | Teka        |
| 11             | Francesco Moser     | Pedro Delgado   | Guido Van Calster | Felipe Yáñez     | Teka        |
| 12             | Raimund Dietzen     | Éric Caritoux   | Guido Van Calster | Felipe Yáñez     | Teka        |
| 13             | Guido Van Calster   | Éric Caritoux   | Guido Van Calster | Felipe Yáñez     | Teka        |
| 14             | Julián Gorospe      | Éric Caritoux   | Guido Van Calster | Felipe Yáñez     | Teka        |
| 15             | Antonio Coll        | Éric Caritoux   | Guido Van Calster | Felipe Yáñez     | Teka        |
| 16             | Daniel Rossel       | Éric Caritoux   | Guido Van Calster | Felipe Yáñez     | Teka        |
| 17             | José Recio          | Éric Caritoux   | Guido Van Calster | Felipe Yáñez     | Teka        |
| 18a            | Jesús Suárez Cuevas | Éric Caritoux   | Guido Van Calster | Felipe Yáñez     | Teka        |
| 18b            | Julián Gorospe      | Éric Caritoux   | Guido Van Calster | Felipe Yáñez     | Teka        |
| 19             | Noël Dejonckheere   | Éric Caritoux   | Guido Van Calster | Felipe Yáñez     | Teka        |
| Konečné pořadí | Konečné pořadí      | Éric Caritoux   | Guido Van Calster | Felipe Yáñez     | Teka        |

## Konečné pořadí
| Legenda             | Legenda                           | Legenda                           | Legenda                            |
| ------------------- | --------------------------------- | --------------------------------- | ---------------------------------- |
| A gold jersey       | Označuje vítěze celkového pořadí. | A green jersey                    | Označuje vítěze vrchařské soutěže. |
| A light blue jersey | Označuje vítěze bodovací soutéže. | Označuje vítěze bodovací soutéže. | Označuje vítěze bodovací soutéže.  |

### Celkové pořadí
| Pořadí | Jezdec                         | Tým        | Čas         |
| ------ | ------------------------------ | ---------- | ----------- |
| 1      | Éric Caritoux (FRA)            | Skil-Sem   | 90h 08' 03" |
| 2      | Alberto Fernández Blanco (ESP) | Zor        | + 6"        |
| 3      | Raimund Dietzen (GER)          | Teka       | + 1' 33"    |
| 4      | Pedro Delgado (ESP)            | Reynolds   | + 1' 43"    |
| 5      | Edgar Corredor (COL)           | Teka       | + 3' 40"    |
| 6      | Julián Gorospe (ESP)           | Reynolds   | + 4' 41"    |
| 7      | José Patrocinio Jiménez (COL)  | Teka       | + 7' 10"    |
| 8      | Vicente Belda (ESP)            | Kelme      | + 7' 14"    |
| 9      | José Recio (ESP)               | Kelme      | + 7' 21"    |
| 10     | Francesco Moser (ITA)          | Gis Gelati | + 8' 41"    |

### Bodovací soutěž
| Pořadí | Jezdec                      | Tým          | Body |
| ------ | --------------------------- | ------------ | ---- |
| 1      | Guido Van Calster (BEL)     | Del Tongo    | 204  |
| 2      | Noël Dejonckheere (BEL)     | Teka         | 168  |
| 3      | Jozef Lieckens (BEL)        | Safir        | 138  |
| 4      | Francesco Moser (ITA)       | Gis Gelati   | 110  |
| 5      | Benny Van Brabant (BEL)     | Tonissteiner | 102  |
| 6      | Jesús Suárez Cuevas (ESP)   | Hueso        | 98   |
| 7      | Julián Gorospe (ESP)        | Reynolds     | 96   |
| 8      | Miguel Ángel Iglesias (ESP) | Kelme        | 90   |
| 9      | Éric Caritoux (FRA)         | Skil-Sem     | 88   |
| 10     | Raimund Dietzen (GER)       | Teka         | 82   |

### Vrchařská soutěž
| Pořadí | Jezdec                         | Tým      | Body |
| ------ | ------------------------------ | -------- | ---- |
| 1      | Felipe Yáñez (ESP)             | Orbea    | 81   |
| 2      | José Luis Laguía (ESP)         | Reynolds | 59   |
| 3      | Éric Caritoux (FRA)            | Skil-Sem | 50   |
| 4      | Vicente Belda (ESP)            | Kelme    | 49   |
| 5      | Alberto Fernández Blanco (ESP) | Zor      | 40   |

### Soutěž týmů
| Pořadí | Tým      | Čas          |
| ------ | -------- | ------------ |
| 1      | Teka     | 270h 24' 40" |
| 2      | Zor      | + 9' 35"     |
| 3      | Reynolds | + 20' 17"    |
| 4      | Hueso    | + 23' 58"    |
| 5      | Skil-Sem | + 39' 25"    |

### Soutěž sprintů
| Pořadí | Jezdec                    | Tým        | Body |
| ------ | ------------------------- | ---------- | ---- |
| 1      | Jozef Lieckens (BEL)      | Safir      | 39   |
| 2      | Eddy Van Haerens (BEL)    | Safir      | 30   |
| 3      | Mariano Bayon (ESP)       | Dormilon   | 17   |
| 4      | Antonio Coll (ESP)        | Teka       | 12   |
| 5      | Palmiro Masciarelli (ITA) | Gis Gelati | 11   |

### Soutěž speciálních sprintů
| Pořadí | Jezdec                    | Tým          | Body |
| ------ | ------------------------- | ------------ | ---- |
| 1      | Jesús Suárez Cuevas (ESP) | Hueso        | 35   |
| 2      | José Maria Caroz (ESP)    | Dormilon     | 19   |
| 3      | Daniël Rossel (BEL)       | Tonissteiner | 15   |
| 4      | Jean-Claude Bagot (FRA)   | Skil-Sem     | 13   |
| 5      | Antonio Coll (ESP)        | Teka         | 8    |